# Frontière entre l'Afrique du Sud et le Zimbabwe
La frontière entre l'Afrique du Sud et le Zimbabwe suit le cours de fleuve Limpopo depuis son confluent avec la rivière Shashe (souvent à sec), qui constitue le tripoint entre les deux pays et le Botswana (approximativement 22° 11′ 50″ S, 29° 21′ 40″ E, non exactement marqué), jusqu'à un second tripoint rejoignant la frontière avec le Mozambique (approximativement 22° 25′ 26,5″ S, 31° 18′ 27,4″ E) situé au niveau du point de confluence avec la rivière Luvuvhu.
La frontière a été établie par le traité de Pretoria de 1881 et redéfinie par le traité de Londres de 1884, lequel fixa les frontières de la République sud-africaine avec la Rhodésie du Sud,.
Dans un échange de notes du 11 novembre 1957 et du 11 mars 1958 entre le haut-commissaire britannique pour la Fédération de Rhodésie et du Nyassaland et le ministre des Affaires étrangères de l'Union Sud-africaine, il fut convenu que la frontière suivrait la ligne médiane du Limpopo.
L'existence du bantoustan « indépendant » du Venda entre 1979 et 1994, créé par le régime de Prétoria, n'aura pas d'incidence sur le tracé de la frontière séparant les deux pays, puisque le territoire de cette entité, d'ailleurs non reconnue par l'ONU, était enclavé dans le territoire Sud-africain. Ainsi, les limites septentrionales du Venda étaient distantes de quelques kilomètres de la frontière, ceci le long d'une centaine de kilomètres de son tracé.